# Бабін-Олендри
Бабін-Олендри (пол. Babin-Olędry) — село в Польщі, у гміні Стшалково Слупецького повіту Великопольського воєводства.
Населення — 117 осіб (2011).
У 1975-1998 роках село належало до Конінського воєводства.

## Демографія
Демографічна структура станом на 31 березня 2011 року:
|          | Загалом | Допрацездатний вік | Працездатний вік | Постпрацездатний вік |
| -------- | ------- | ------------------ | ---------------- | -------------------- |
| Чоловіки | 54      | 11                 | 38               | 5                    |
| Жінки    | 63      | 12                 | 39               | 12                   |
| Разом    | 117     | 23                 | 77               | 17                   |